# Prava kamilica
Prava kamilica (Matricaria recutita ali Matricaria chamomilla) je rastlina iz družine nebinovk, ki raste po vsej Evropi in zmernih območjih Azije, prenesli pa so jo tudi v zmerne predele Severne Amerike in Avstralije.
Prava kamilica zraste 15–60 cm visoko.
Uporabni del prave kamilice je njen cvet.

## Uporaba

### Kot zdravilna rastlina
Svet Evrope jo razvršča v skupino naravnih začimb N2, ki se smejo dodajati živilom v majhni količini. Za kamilico še niso določene mejne količine zeliščnih sestavin v končnem izdelku. Pogosto se rabi za čajne napitke. Slovenska zakonodaja jo razvršča v kategorijo H, ki ima enak pravni položaj kot hrana.
Kamilica je pogosto uporabljana zdravilna rastlina v pripravkih za pomiritev prebavil ter za lajšanje nespečnosti. Prav tako blaži zaprtje. Pripravlja se kot zeliščni čaj, in sicer v količini dveh čajnih žličk posušenih cvetov za skodelico čaja. Uporablja se tudi za grgranje pri vnetju ustne sluznice.
Najpomembnejša učinkovina v eteričnem olju kamilice je bisabolol. Vsebuje tudi kamazulen, flavonoide in kumarin.
Študije in vitro in na živalih kažejo na številne koristne učinke, vendar so za potrditev delovanja tudi pri ljudeh potrebne nadaljnje študije.
- Pri živalih pospešuje celjenje ran.[4][5]
- V študijah na živalih je kamilica izkazala tudi pozitiven učinek pri sladkorni bolezni.[6]
- Študije in vitro, ki so še sicer v zgodnjih fazah, kažejo tudi na delovanje proti raku. (potreben citat)
- Potencialna tveganja vključujejo interakcije z varfarinom ter povzročanje botulizma pri otrocih zaradi prisotnosti spor Clostridium botulinum.[7][8]

Uporablja se tudi v kozmetiki, zlasti v šamponih za svetle lase.

### Agrikultura
V agrikulturi se kamilica uporablja kot rastlina, ki blagodejno vpliva na rast drugih posajenih rastlin, zlasti tistih z eteričnimi olji (npr. bazilika, meta).

## Možni neželeni učinki
Kamilica lahko povzroča preobčutljivostne reakcije (alergije). Ker vsebuje tudi kumarin, je potrebna previdnost pri jemanju zdravil za redčenje krvi.
Redko lahko večje količine kamilice povzročijo slabost in bruhanje, še redkeje pa pride do pojava izpuščajev.